# Rocket League
Rocket League är ett fordonsbaserat fotbollsspel utvecklat av Psyonix. Spelet släpptes den 7 juli 2015 till Microsoft Windows och Playstation 4, och den 17 februari 2016 till Xbox One. Porteringar till OS X och Linux släpptes 2016 och en portering till Nintendo Switch släpps 2017. Den 1 maj 2019 blev Psyonix och Rocket League uppköpta av Epic Games, som övertagit marknadsföringen av spelet.

## Spelupplägg
Spelet, som kan spelas i både enspelarläge och flerspelarläge, har beskrivits som fotboll, fast med raketdrivna bilar. Spelarna, en till fyra uppdelade i två lag, använder dessa raketdrivna bilar för att skjuta en stor boll i mål på motståndarlaget. På spelplanen finns så kallade boosts utplacerade, som spelarna kan plocka upp och använda för ökad hastighet. Bilarna kan även hoppa och slänga sig i olika riktningar. Genom att hoppa och använda boost samtidigt kan spelaren flyga genom luften och träffa bollar i luften. Matcher är vanligtvis fem minuter långa, men går till förlängning om resultatet är oavgjort efter ordinarie speltid.
Rocket League innehåller tävlingsinriktade spelarlägen, i vilka spelare tilldelas en rank inom en viss division utifrån hur de presterar. Vinster höjer spelarens rank, medan förluster minskar den.
Utöver de ordinarie fotbollsbaserade spelarlägena har Psyonix lanserat ett antal speciella spelarlägen, bland annat baserade på basket och ishockey.

## E-sport
Rocket League arrangeras som e-sport på både internationell och nationell nivå. Spelets officiella e-sportliga heter Rocket League Championship Series (RLCS) och arrangeras två gånger per år. Sveriges nationella e-sportliga i spelet heter Svenska Raketligan och även den arrangeras två gånger per år. 